# Hubert Schösser
Hubert Schösser (* 11. November 1966 in Innsbruck) ist ein ehemaliger österreichischer Bobsportler.
Er gewann bei der Europameisterschaft 1992 die Silbermedaille im Vierer. 1993 holte er bei der Europameisterschaft Bronze und gewann die Vize-Weltmeisterschaft. Bei den Olympischen Winterspielen 1994 startete er im Zweier, wo er Fünfter wurde, und im Vierer, wo er Platz vier erreichte. Außerdem wurde er im Vierer Gesamt-Weltcupsieger 1993/94. 1995 gewann er sowohl bei der Europameisterschaft als auch bei der Weltmeisterschaft Silber. Vize-Europameister wurde er auch 1998. Bei den Olympischen Winterspielen 1998 landete er auf Platz neun. Im Oktober 1998 wurde Schösser bei einer Dopingkontrolle positiv auf Metandienon getestet und für zwei Jahre gesperrt, woraufhin er zurücktrat.